# كين جونز (لاعب كرة قدم)
كين جونز (بالإنجليزية: Ken Jones)‏ (26 يونيو 1944 في المملكة المتحدة - 27 ديسمبر 2012 بونشستر في المملكة المتحدة) هو لاعب كرة قدم بريطاني في مركز الدفاع. لعب مع كارديف سيتي ونادي ساوثهامبتون وBasingstoke Town F.C. ‏ ونادي باث سيتي ونادي برادفورد بارك أفنيو.

## وصلات خارجية
- كين جونز على موقع قاعدة بيانات كرة القدم.إي يو (الإنجليزية)